# Packaging éditorial
Le packaging éditorial (book-packaging ou book producing en anglais) est l'activité consistant pour une maison d'édition à sous-traiter une partie ou la totalité des tâches de création d'un livre — comme l'écriture, les recherches, le travail d'édition, et éventuellement l'impression — à une entreprise extérieure, appelée packager éditorial. Une fois le livre réalisé le packager éditorial le vend à la maison d'édition finale.
Dans cette configuration, le packager éditorial fait le lien entre la maison d'édition et les écrivains, chercheurs, éditeurs et imprimeurs qui conçoivent et produisent le livre.

On peut distinguer deux situations :
- le packager conçoit et développe l'intégralité d'un projet éditorial qu'il va vendre ensuite à une maison d'édition,
- la maison d'édition contacte le packager pour lui proposer de réaliser la totalité ou une partie des tâches éditoriales.

Ce métier est moins développé en France que dans les pays anglo-saxons, où il est surtout utilisé dans le domaine de la fiction à l'adresse des enfants et des adolescents, par exemple la série Chair de poule.

## Exemples de packager éditorial
À l'origine, les éditions Sarbacane étaient des packagers qui sont devenus une maison d'édition "classique".

Byron Preiss a développé des titres pour HarperCollins et Random House. Un de ces projets créé avec la Bank Street College of Education aboutit à une série d'adaptations d'auteurs connus en bande dessinée.
La société de production Alloy Entertainment est l'une des entreprises de packaging éditorial les plus connues. Elle appartient au célèbre conglomérat américain WarnerMedia et est une unité de sa filiale Warner Bros. Television Studios. Son but premier est de développer des romans destinés à être adaptés à la télévision et parfois au cinéma. Néanmoins, elle développe parfois des romans sans projet d'adaptation.